# Los Angeles Lakers 2005-2006
La stagione 2005-06 dei Los Angeles Lakers fu la 57ª nella NBA per la franchigia.
I Los Angeles Lakers arrivarono terzi nella Pacific Division della Western Conference con un record di 45-37. Nei play-off persero al primo turno con i Phoenix Suns (4-3).
Dopo la stagione precedente, la panchina venne affidata nuovamente a Phil Jackson.

## Draft
| Giro | Scelta | Giocatore    | Posizione  | Nazionalità | Università/Club |
| ---- | ------ | ------------ | ---------- | ----------- | --------------- |
| 1    | 10     | Andrew Bynum | centro     | Stati Uniti | St. Joseph H.S. |
| 2    | 37     | Ronny Turiaf | ala grande | Francia     | Gonzaga         |

## Regular season
| Squadra                  | V  | P  | %    | GB |
| ------------------------ | -- | -- | ---- | -- |
| Phoenix Suns (2)         | 54 | 28 | 65,9 |    |
| Los Angeles Clippers (6) | 47 | 35 | 57,3 |    |
| Los Angeles Lakers (7)   | 45 | 37 | 54,9 |    |
| Sacramento Kings (8)     | 44 | 38 | 53,7 |    |
| Golden State Warriors    | 34 | 48 | 41,5 |    |

## Play-off

### Primo turno
Gara 1
| 23 aprile 2006 | Phoenix Suns | 107 – 102 | Los Angeles Lakers |  |

Gara 2
| 26 aprile 2006 | Phoenix Suns | 93 – 99 | Los Angeles Lakers |  |

Gara 3
| 28 aprile 2006 | Los Angeles Lakers | 99 – 92 | Phoenix Suns |  |

Gara 4
| 30 aprile 2006 | Los Angeles Lakers | 99 – 98 TS | Phoenix Suns |  |

Gara 5
| 2 maggio 2006 | Phoenix Suns | 114 – 97 | Los Angeles Lakers |  |

Gara 6
| 4 maggio 2006 | Los Angeles Lakers | 118 – 126 TS | Phoenix Suns |  |

Gara 7
| 6 maggio 2006 | Phoenix Suns | 121 – 90 | Los Angeles Lakers |  |

## Roster
| N° | Naz.                   | Ruolo | Sportivo             | Anno | Alt. | Peso |
| -- | ---------------------- | ----- | -------------------- | ---- | ---- | ---- |
| 1  | Stati Uniti (bandiera) | A     | Smush Parker         | 1981 | 193  | 86   |
| 2  | Stati Uniti (bandiera) | G     | Aaron McKie          | 1972 | 196  | 95   |
| 3  | Stati Uniti (bandiera) | GA    | Devean George        | 1977 | 203  | 100  |
| 4  | Stati Uniti (bandiera) | A     | Luke Walton          | 1980 | 203  | 107  |
| 7  | Stati Uniti (bandiera) | A     | Lamar Odom           | 1979 | 208  | 100  |
| 8  | Stati Uniti (bandiera) | G     | Kobe Bryant          | 1978 | 198  | 91   |
| 9  | Stati Uniti (bandiera) | GA    | Laron Profit         | 1977 | 196  | 93   |
| 11 | Stati Uniti (bandiera) | G     | Devin Green          | 1982 | 201  | 95   |
| 14 | Ucraina (bandiera)     | A     | Stanislav Medvedenko | 1964 | 208  | 113  |
| 17 | Stati Uniti (bandiera) | C     | Andrew Bynum         | 1987 | 213  | 129  |
| 18 | Slovenia (bandiera)    | G     | Saša Vujačić         | 1984 | 201  | 93   |
| 21 | Francia (bandiera)     | AC    | Ronny Turiaf         | 1983 | 208  | 113  |
| 23 | Stati Uniti (bandiera) | G     | Von Wafer            | 1985 | 196  | 95   |
| 24 | Stati Uniti (bandiera) | G     | Jim Jackson          | 1970 | 198  | 100  |
| 31 | Stati Uniti (bandiera) | C     | Chris Mihm           | 1979 | 213  | 120  |
| 43 | Stati Uniti (bandiera) | A     | Brian Cook           | 1980 | 206  | 106  |
| 54 | Stati Uniti (bandiera) | A     | Kwame Brown          | 1982 | 211  | 122  |

## Staff tecnico
- Allenatore: Phil Jackson
- Vice-allenatori: Frank Hamblen, Kurt Rambis, Brian Shaw
- Vice-allenatori speciali: Kareem Abdul-Jabbar, Craig Hodges
- Preparatore atletico: Gary Vitti

### Arrivi/partenze
Mercato e scambi avvenuti durante la stagione:
Arrivi
| N° | Naz.                   | Ruolo | Sportivo    |  | Alt. |  |
| -- | ---------------------- | ----- | ----------- |  | ---- |  |
| 24 | Stati Uniti (bandiera) | G     | Jim Jackson |  |      |  |

Partenze
| N° | Naz.                   | Ruolo | Sportivo    |  | Alt. |  |
| -- | ---------------------- | ----- | ----------- |  | ---- |  |
| 23 | Stati Uniti (bandiera) | G     | Von Wafer   |  |      |  |
| 24 | Stati Uniti (bandiera) | G     | Jim Jackson |  |      |  |

## Premi e onorificenze
- Kobe Bryant incluso nell'All-NBA First Team
- Kobe Bryant incluso nell'All-Defensive First Team